# Hercostomus straeleni
Hercostomus straeleni är en tvåvingeart som beskrevs av Vanschuytbroeck 1951. Hercostomus straeleni ingår i släktet Hercostomus och familjen styltflugor. Inga underarter finns listade i Catalogue of Life.